# Limetz-Villez
Limetz-Villez és un municipi francès, situat al departament d'Yvelines i a la regió de Illa de França. L'any 2007 tenia 1.919 habitants.
Forma part del cantó de Bonnières-sur-Seine, del districte de Mantes-la-Jolie i de la Comunitat de comunes Les Portes de l'Île-de-France.

## Demografia

### Població
El 2007 la població de fet de Limetz-Villez era de 1.919 persones. Hi havia 656 famílies, de les quals 112 eren unipersonals (40 homes vivint sols i 72 dones vivint soles), 200 parelles sense fills, 304 parelles amb fills i 40 famílies monoparentals amb fills.
La població ha evolucionat segons el següent gràfic:
Habitants censats

### Habitatges
El 2007 hi havia 771 habitatges, 686 eren l'habitatge principal de la família, 68 eren segones residències i 17 estaven desocupats. 728 eren cases i 31 eren apartaments. Dels 686 habitatges principals, 586 estaven ocupats pels seus propietaris, 90 estaven llogats i ocupats pels llogaters i 10 estaven cedits a títol gratuït; 7 tenien una cambra, 46 en tenien dues, 117 en tenien tres, 153 en tenien quatre i 363 en tenien cinc o més. 504 habitatges disposaven pel capbaix d'una plaça de pàrquing. A 267 habitatges hi havia un automòbil i a 382 n'hi havia dos o més.

### Piràmide de població
La piràmide de població per edats i sexe el 2009 era:
| Homes | Edats   | Dones |
| ----- | ------- | ----- |
| 0     | 95 o +  | 0     |
| 0     | 90 a 94 | 8     |
| 8     | 85 a 89 | 12    |
| 4     | 80 a 84 | 8     |
| 24    | 75 a 79 | 32    |
| 0     | 70 a 74 | 28    |
| 44    | 65 a 69 | 16    |
| 44    | 60 a 64 | 56    |
| 40    | 55 a 59 | 48    |
| 76    | 50 a 54 | 52    |
| 80    | 45 a 49 | 92    |
| 40    | 40 a 44 | 60    |
| 68    | 35 a 39 | 52    |
| 84    | 30 a 34 | 64    |
| 52    | 25 a 29 | 64    |
| 48    | 20 a 24 | 48    |
| 56    | 15 a 19 | 80    |
| 56    | 10 a 14 | 48    |
| 60    | 5 a 9   | 60    |
| 40    | 0 a 4   | 52    |

## Economia
El 2007 la població en edat de treballar era de 1.303 persones, 995 eren actives i 308 eren inactives. De les 995 persones actives 918 estaven ocupades (495 homes i 423 dones) i 77 estaven aturades (39 homes i 38 dones). De les 308 persones inactives 95 estaven jubilades, 96 estaven estudiant i 117 estaven classificades com a «altres inactius».

### Ingressos
El 2009 a Limetz-Villez hi havia 697 unitats fiscals que integraven 1.926,5 persones, la mediana anual d'ingressos fiscals per persona era de 22.607 €.

### Activitats econòmiques
Dels 66 establiments que hi havia el 2007, 1 era d'una empresa extractiva, 1 d'una empresa alimentària, 5 d'empreses de fabricació d'altres productes industrials, 17 d'empreses de construcció, 12 d'empreses de comerç i reparació d'automòbils, 3 d'empreses de transport, 4 d'empreses d'informació i comunicació, 1 d'una empresa financera, 3 d'empreses immobiliàries, 11 d'empreses de serveis, 2 d'entitats de l'administració pública i 6 d'empreses classificades com a «altres activitats de serveis».
Dels 19 establiments de servei als particulars que hi havia el 2009, 2 eren tallers de reparació d'automòbils i de material agrícola, 4 paletes, 1 guixaire pintor, 4 fusteries, 2 lampisteries, 2 electricistes, 1 empresa de construcció, 2 perruqueries i 1 agència immobiliària.
Dels 3 establiments comercials que hi havia el 2009, 1 era una botiga de més de 120 m², 1 una botiga de menys de 120 m² i 1 una botiga de material de revestiment de parets i terra.
L'any 2000 a Limetz-Villez hi havia 6 explotacions agrícoles.

## Equipaments sanitaris i escolars
El 2009 hi havia 1 escola maternal i 1 escola elemental.

## Poblacions més properes
El següent diagrama mostra les poblacions més properes.